# Varien
Varien, pseudonimo di Nick Pittsinger (Tampa, 15 maggio 1990), è un compositore e produttore discografico statunitense.
I suoi generi spaziano dalla musica industriale, rock elettronico, e drum and bass alla musica orchestrale e allo scoring. È un produttore associato alle case discografiche Monstercat e FiXT, e sue tracce come "Cloak and Dagger", "Moonlight", e "Valkyrie" hanno raggiunto milioni di visualizzazioni. La sua musica è comparsa in opere come 300 - L'alba di un impero, Anarchia - La notte del giudizio, The Real World (reality show) e molto altro. Ha anche assistito alla produzione di alcune sample libraries per 8dio Productions, sotto la supervisione del compositore Troels Folmann e ha anche registrato molti video tutoriali sulla produzione musicale su YouTube. In passato ha prodotto come Shamantis e Halo Nova.

## Biografia
Nell'agosto 2010 Varien ha acquisito viralità su Internet con il suo remix rallentato della canzone "U Smile" di Justin Bieber intitolato "Justin Bieber 800% Slowed Down". È stato intervistato da Entertainment Weekly e MTV e molti articoli hanno parlato della sua traccia in tutto il mondo.
A dicembre 2011 è stato assunto dal produttore discografico Skrillex per comporre una suite orchestrale delle sue canzoni più popolari. In questa suite, "Scary Monsters and Nice Sprites", "All I Ask Of You", "Scatta" (tutte estratte dall'EP Scary Monsters and Nice Sprites) e "First Of The Year" (dall'EP More Monsters and Sprites) sono state ri-arrangiate in chiave orchestrale. Di recente, la "Skrillex Orchestral Suite" ha ricevuto più di 3 milioni di visualizzazioni su YouTube.
Ha prodotto remix per molti artisti quali Gareth Emery, Rebecca & Fiona e Celldweller. 
Ha raggiunto molte volte la prima posizione su Beatport con tracce come "Mirrors", "Valkyrie" e "Toothless Hawkins (And His Robot Jazz Band), quest'ultima composta con il produttore italiano Razihel.
Il 26 febbraio 2013, Pittsinger ha pubblicato Pick Your Poison Vol. 1, una compilation di tracce che ha composto strettamente per film, programmi TV e videogiochi. Pubblica Pick Your Poison Vol. 2 l'anno successivo.
Nel 2013, con Klayton di Celldweller, ha formato il progetto musicale cyberpunk/elettronico Scandroid.
Nel 2014, Varien ha collaborato con Two Steps from Hell per la compilation privata "Open Conspiracy".

## Discografia

### Raccolte
| Anno | Titolo                                    | Data di pubblicazione | Etichetta     |
| ---- | ----------------------------------------- | --------------------- | ------------- |
| 2014 | Open Conspiracy (con Two Steps from Hell) | Privata               | Extreme Music |
| 2013 | Pick Your Poison Vol. 1                   | 26 febbraio 2013      | FiXT          |
| 2014 | Pick Your Poison Vol. 2                   | 26 gennaio 2014       | FiXT          |
| 2015 | The Ancient & Arcane                      | 5 agosto 2015         | Monstercat    |

### Singoli e EP
| Anno | Titolo                                                             | Posto in classifica            | Data di pubblicazione | Etichetta                                |
| ---- | ------------------------------------------------------------------ | ------------------------------ | --------------------- | ---------------------------------------- |
| 2011 | Cloak and Dagger                                                   |                                | 31 ottobre 2011       | Monstercat                               |
| 2011 | Throne of Ravens                                                   | #18 Beatport Dubstep           | 23 dicembre 2011      | Monstercat                               |
| 2011 | Skrillex Orchestral Suite (Bonus Track on Skrillex's Bangarang EP) | #1 iTunes Dance Charts         | 28 dicembre 2011      | Big Beat Records                         |
| 2012 | Mirrors                                                            | #1 Beatport Drum n Bass        | 3 febbraio 2012       | Monstercat                               |
| 2012 | The Alchemist's Nightmare                                          | Free Release                   | 16 marzo 2012         | Monstercat                               |
| 2012 | Nights in Bangalore Pt. 1                                          |                                | 2 aprile 2012         | Play Me Records (promoted by Monstercat) |
| 2012 | Seduction                                                          |                                | 1º giugno 2012        | Monstercat                               |
| 2012 | The Anthem (con Project 46 and Ephixa)                             | Free Release                   | 25 agosto 2012        | Monstercat                               |
| 2012 | Resurrection of the Dagger                                         |                                | 31 agosto 2012        | Monstercat                               |
| 2012 | Morphine                                                           | #15 Beatport Glitch Hop        | 9 novembre 2012       | Monstercat                               |
| 2012 | Outlaws (feat. Pbat)                                               | Free Release for Toys for Tots | 7 dicembre 2012       | -                                        |
| 2012 | Lilith                                                             | #13 Beatport Dubstep           | 24 dicembre 2012      | Monstercat                               |
| 2013 | Nights in Bangalore Pt. 2                                          | #22 Beatport Electronica       | 16 gennaio 2013       | Monstercat                               |
| 2013 | Signs of the Apocalypse                                            | Free Release                   | 1º febbraio 2013      | -                                        |
| 2013 | Gravity (Give a Voice) (feat. Laura Brehm)                         | Free Release / Charity         | 20 febbraio 2013      | -                                        |
| 2013 | L'esprit Noir (feat. CoMa)                                         | Free Release                   | 12 aprile 2013        | Monstercat                               |
| 2013 | Toothless Hawkins (And His Robot Jazz Band) (con Razihel)          | #1 Beatport Glitch Hop         | 15 maggio 2013        | Monstercat                               |
| 2013 | Immortal Kiss                                                      | -                              | 24 ottobre 2013       | Free Release                             |
| 2013 | Baphomet's Casino                                                  | -                              | 29 novembre 2013      | Free Release                             |
| 2013 | Melodies of Memories Past (Monstercat 2013 Orchestral Suite)       | -                              | 20 dicembre 2013      | Monstercat                               |
| 2013 | The Scarlet Dawn                                                   | -                              | 27 dicembre 2013      | Monstercat                               |
| 2014 | Spooky Jack (and his Living Dead Symphony) (con Razihel)           | -                              | 10 marzo 2014         | Rottun Recordings                        |
| 2014 | Amethyst                                                           | -                              | 14 aprile 2014        | Free Release                             |
| 2014 | Moonlight (con SirensCeol) (feat. Aloma Steele)                    | #1 Beatport Dubstep            | 16 maggio 2014        | Monstercat                               |
| 2014 | Valkyrie (feat. Laura Brehm)                                       | -                              | 23 giugno 2014        | Monstercat                               |
| 2014 | Gunmetal Black                                                     | -                              | 21 luglio 2014        | Monstercat                               |
| 2014 | Mirai Sekai EP (con 7 Minutes Dead)                                | -                              | 1 settembre 2014      | Monstercat                               |
| 2014 | Valkyrie II: Lacuna (feat. Cassandra Kay)                          | -                              | 3 ottobre 2014        | Monstercat                               |
| 2014 | Whispers in the Mist (feat. Aloma Steele)                          | -                              | 19 dicembre 2014      | Monstercat                               |
| 2015 | Aether and Light                                                   | -                              | 15 maggio 2015        | Monstercat                               |
| 2015 | Valkyrie III: Atonement (feat. Laura Brehm)                        | -                              | 16 ottobre 2015       | Monstercat                               |
| 2015 | We Are the Lights (con Mr FijiWiji)                                | -                              | 20 novembre 2015      | Monstercat                               |
| 2016 | Sacred Woods (feat. Skyelle)                                       | -                              | 4 maggio 2016         | Monstercat                               |
| 2016 | My Prayers Have Become Ghosts EP                                   | -                              | 31 ottobre 2016       | Monstercat                               |

### Remixes
| Anno | Artista                                   | Titolo                                 |
| ---- | ----------------------------------------- | -------------------------------------- |
| 2011 | Ephixa                                    | "Division" (Free Release)              |
| 2012 | Gareth Emery                              | "Tokyo"                                |
| 2012 | Rebecca & Fiona                           | "Dance"                                |
| 2012 | Celldweller                               | "Louder Than Words" (Space & Time)     |
| 2012 | Donkey Kong Country 2: Diddy's Kong Quest | "Stickerbrush Symphony" (Free Release) |
| 2012 | Skrillex                                  | "Make It Bun Dem"                      |

## Film/TV/Videogiochi
| Anno | Titolo                         |
| ---- | ------------------------------ |
| 2014 | 300 - L'alba di un impero      |
| 2013 | NASCAR Race Hub                |
| 2013 | MTV's The Challenge: Rivals II |
| 2013 | The Tomorrow People            |
| 2013 | Pain & Gain                    |
| 2013 | Breaking Amish: Los Angeles    |
| 2012 | Intervention                   |